# John D. Rateliff
John D. Rateliff é um autor de jogos de RPG e um estudioso independente, especializado nos estudos dos Inklings e em particular na obra de Tolkien.

## Carreira
Ele ajudou a organizar várias conferências importantes sobre Tolkien. Também contribuiu com ensaios para o festschrift de Christopher Tolkien (Legendarium de Tolkien) e um volume que marca o quinquagésimo aniversário de O Senhor dos Anéis, e publicou A História do Hobbit (HarperCollins, 2007), uma edição do rascunho original do manuscrito de O Hobbit, com extensos comentários. Tendo escrito sua dissertação sobre Lorde Dunsany, ele gosta de descrever seu diploma como "um Ph.D. em fantasia".
Rateliff trabalhou para a TSR, Inc., Wizards of the Coast e Hasbro por vários anos, contribuindo para um grande número de produtos da linha Dungeons & Dragons. Além disso, ele trabalhou como freelancer para Decipher Inc., Green Ronin, White Wolf, Guardians of Order e Chaosium em vários projetos. De acordo com sua sessão de palestras no Merpcon IV em 2008, ele afirmou que também trabalhou em um projeto interno da TSR para criar um RPG baseado em Tolkien, mas que não foi lançado. Rateliff foi o co-editor da terceira edição do Player's Handbook e Dungeon Master's Guide de  D&D (as regras originais do Sistema d20), e trabalhou em títulos como Mark of Amber, Night Below, Return to the Tomb of Horrors e no livro de regras do cenário de campanha de Eberron e em Lord of the Rings Roleplaying Game da Decipher. Ele é o autor das aventuras Standing Stone e Return to the Keep on the Borderlands, bem como co-editor (e contribuinte) de d20 Cthulhu.